# Hugh Tayfield
Hugh Joseph Tayfield (30 de enero de 1929 – 24 de febrero de 1994) fue un jugador de críquet internacional sudafricano. Jugó 37 partidos de Test para Sudáfrica entre 1949 y 1960 y fue uno de los mejores lanzadores off spin que el juego ha visto. Fue el sudafricano más rápido en alcanzar 100 wickets en Tests (en términos de partidos jugados) hasta que Dale Steyn reclamó el récord en marzo de 2008. Fue nombrado uno de los Jugadores de Críquet del Año de Wisden en 1956. Era conocido como 'Toey' debido a su hábito de clavar los dedos de los pies en el suelo antes de cada entrega. También besaba el escudo de su gorra antes de entregársela al árbitro al comienzo de cada over.
Los Tayfield eran una familia de críquet; el tío de Hugh, Sidney Martin, jugó para el Worcestershire County Cricket Club y sus hermanos Arthur y Cyril jugaron para el equipo de críquet de Transvaal, al igual que dos primos, Hugh Martin e Ian Tayfield.
Tayfield hizo su debut para Natal a los 17 años en 1945-46. Tomó un triplete contra Transvaal a los 18 años y, cuando Athol Rowan resultó herido, fue apresurado al equipo de Test sudafricano contra Australia en 1949-50. Jugó en los cinco Tests y, en un terreno difícil en Durban, tomó siete wickets por 23 cuando Australia se desplomó de 31 por 0 a 75 todos fuera.
Después de una gira tranquila a Inglaterra en 1951 cuando fue llamado como suplente de Rowan, se convirtió en el pilar de Sudáfrica en Australia en 1952-53 bajo Jack Cheetham. Reclamó 30 wickets en la serie, 13 de ellos en Melbourne, para asegurar la primera victoria de Sudáfrica sobre Australia en 42 años. Tayfield regresó a Inglaterra con más éxito en 1955, tomando 143 wickets en la gira y 26 en la serie, incluidos nueve en la victoria de Sudáfrica en Headingley. En la derrota en The Oval, el partido que decidió el resultado, tomó cinco wickets por 60 carreras en 53.3 overs.
Bolí de manera formidable para Sudáfrica contra Inglaterra en Durban en 1956-57, lanzando 119 bolas en la primera entrada de Inglaterra seguidas inmediatamente por otras 18 en la segunda sin conceder una carrera, un récord de Test y de cricket de primera clase. Lanzaba por encima del wicket, cerca de los palos, dejando que la bola se desviara del bate en el aire y luego girándola de vuelta a través de la puerta. No giraba la bola tanto como Jim Laker de Inglaterra, pero era precisamente preciso y podía lanzar durante largos períodos. Estableció campos agresivos, en contraste con su lanzamiento constante, con dos medios ons tontos para la snick provocados por un golpe fallido a través del hueco tentador que había dejado en la cobertura. Formó una gran asociación con Trevor Goddard y, respaldado por el campo atlético de Sudáfrica, tomó 37 wickets con un promedio de 17.18 carreras por wicket contra Inglaterra en la serie 1956-57. Tomó nueve por 113 en la segunda entrada del Cuarto Test en Johannesburgo, lanzando ininterrumpidamente en el último día, y fue llevado fuera del campo por sus compañeros de equipo. Tayfield atrapó al único bateador que no eliminó.
En Inglaterra en 1960 tomó 123 wickets en la gira pero falló en los Tests y, con su carrera en declive, perdió su lugar en 1961-62. Se casó y se divorció cinco veces.
Tayfield murió en un hospital en Durban el 25 de febrero de 1994, a la edad de 65 años.